# Fritz und Fratz
Fritz und Fratz ist eine Serie von zwölf Zeichentrickkurzfilmen des österreichischen Trickfilmers Johann Weichberger. Sie wurde nach dessen Übersiedlung 1938 nach Berlin von der Tobis Filmkunst GmbH produziert und von der Degeto Film in der Reihe Degeto Schmalfilmschrank distribuiert.
Das bedeutete, es wurden Kopien im Format 16 mm für private Heimprojektoren gezogen. Ein Kinoauswertung gab es nicht. Dementsprechend waren die Filme ohne Ton. Es brachte aber auch mit sich, dass die Serie in hoher Auflage produziert wurde und auch heute noch relativ weit verbreitet ist.
Die Episoden variieren in ihrer Länge zwischen 2½ und 3 Minuten, die Gesamtlaufzeit beträgt etwas über ½ Stunde. Die Zwischentitel, die wie im Stummfilm üblich die Handlung erläutern, sind in Reimen gestaltet.
Im Rahmen der DEFA-Heimfilme wurden die ersten vier Episoden der Reihe in der DDR auf Normal 8, später auf Super 8 erneut veröffentlicht. Die N8-Fassung hat eine Lauflänge von ca. 60 m.

## Inhalt
Die einzelnen Folgen sind meist in sich geschlossen, folgen jedoch einer durchgehenden Dramaturgie. Die ersten vier Teile (Die blinden Passagiere, Der Spuk an Bord, Die wilde Jagd sowie Die kleinen Helden) sind aber enger miteinander verknüpft. In ihnen wird gezeigt, wie die beiden Buben Fritz und Fratz ihren Onkel Steffen, der eine Schiffsreise nach Afrika antritt, heimlich folgen und an Bord einen Dieb entlarven. Zudem wird eine Szene vom Beginn des ersten Teils, in der Fritz und Fratz am Onkel hängend um diesen rotieren, am Ende des letzten vor geänderten Hintergrund wiederholt, der abschließende Zwischentitel der Folgen 1 bis 3 verweist jeweils auf den Titel der nachfolgenden.
Mit Episode 5, Onkel Steffen in Seenot, wird auch die Gestaltung des Haupttitels geändert, der Name der Folge erscheint nun vor einem gezeichneten Hintergrund. In ihr läuft das Schiff auf ein Riff. In der darauf folgenden Geschichte Ein Hai greift an wird das Trio vor diesem (und einem Schwertfisch) durch einen Wirbelsturm gerettet, der sie an Land trägt.
Teil 7 und 8, Onkel bei den Menschenfressern sowie Dem Tode entronnen, beinhalten in ihrer Mitte den einzigen echten Cliffhanger der Reihe. Sowie ein damals weit verbreitetes rassistisches und ethnographisch unkorrektes Klischee laut dem in Afrika Kannibalen hausen.
In Jumbo als Retter können Fritz und Fratz mit Bananen einen Elefanten dazu bewegen, einen abgestürzten Ballon aufzublasen. Mit diesem fliegen sie dann nach Indien, wo die letzten drei Folgen Die Landung im Wunderland, Der geheimnisvolle Tempel sowie Auf Tigerjagd spielen.

## Rezeption
Thomas Renoldner lobt die handwerkliche Qualität der Animation selbst, hinsichtlich Flüssigkeit der Bewegungsabläufe und der naturgetreuen Darstellung von Elementen wie Wasser, Wolken etc. sowie die oftmals kunstvolle Ausführung von dreidimensionale wirkenden, gemalten Bildhintergründen. Er findet jedoch, dass die Filme durch ihren konservativen Duktus hinter den Möglichkeiten des Animationsfilms zurückbleiben würden, die zuvor bereits von Bruno Wozak und Karl Thomas besser ausgelotet worden wären. Die Figuren sind keine Phantasiewesen, sondern kindgerecht gezeichnete Menschen, [...] die zwar in exotischen Ländern allerlei Abenteuer erleben, dabei aber immer in einem ›realistischen‹ [...] Rahmen bleiben.